# Forcepia agglutinans
Forcepia agglutinans är en svampdjursart som beskrevs av Burton 1933. Forcepia agglutinans ingår i släktet Forcepia och familjen Coelosphaeridae. Inga underarter finns listade i Catalogue of Life.